# ایربیک
{{Infobox settlement
|name=ایربیک
|subdivision_type=کشور
|subdivision_name=هلند
|subdivision_type1=استان
|subdivision_name1=Gelderland
|subdivision_type2=شهرستان
|subdivision_name2=Brummen
|area_km2=
|population=۱۰۱۶۱
|population_as_of=۱ ژانویه ۲۰۰۸
|density=
|website=
|pushpin_map=Netherlands
|image_shield=
| مختصات = ۵۲°۰۶′۱۹″ شمالی ۶°۰۳′۴۸″ شرقی / ۵۲٫۱۰۵۲۸°شمالی ۶٫۰۶۳۳۳°شرقی
ایربیک (به هلندی: Eerbeek) یک روستا در هلند است که در برومن واقع شده‌است.

## خصوصیات
ایربیک  ۱۰٬۱۶۱ نفر جمعیت دارد.